# Жужжала
Жужжа́ла, или мухи-жужжала (лат. Bombyliidae), — семейство насекомых отряда двукрылых (Diptera).

## Общая характеристика

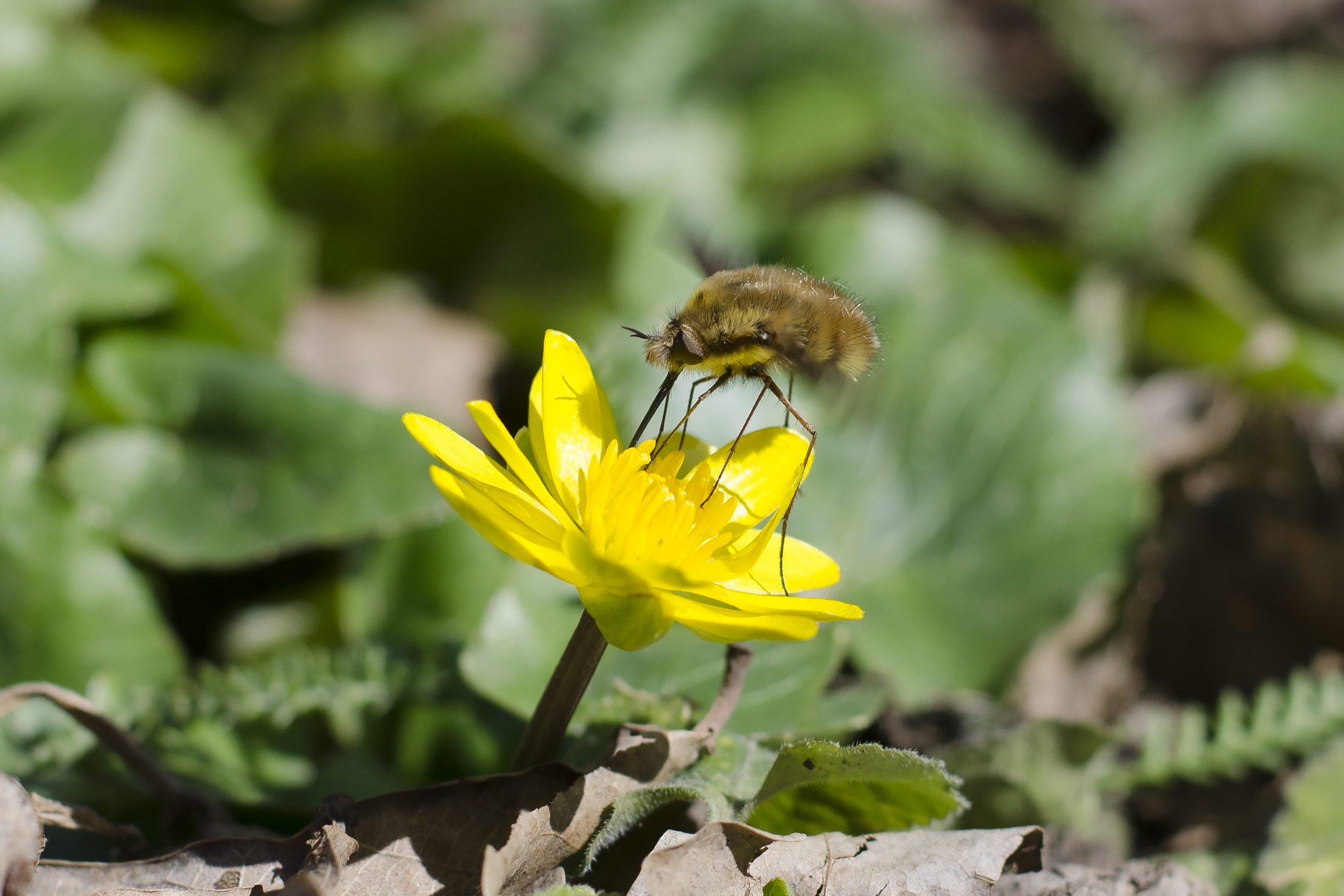
Bombylius major на цветке Чистяка весеннего (Ficaria verna)

Длина тела составляет от 1 мм до более чем 3 см. Распространены широко, в основном в сухих тропических и субтропических зонах. Древнейшей находкой семейства в ископаемом состоянии считается вид Palaeoplatypygus zaitzevi Kovalev, 1985, описанный из средней юры Сибири.
Многие жужжала, особенно Bombyliinae, сильно волосатые и имеют общее сходство с пчёлами и осами, отсюда и общее англоязычной название «bee flies» (пчелиные мухи). Большинство из них способны к быстрому полету, а многие Bombyliinae, особенно самцы, зависают над маркером. Bombyliidae также греются на земле, а самок тех подсемейств, у которых есть брюшная песочная камера, можно часто наблюдать заполняющими её песчинками, погружая кончик брюшка в мелкий песок. Взрослые особи, за исключением тех, у которых есть рудиментарные ротовые органы, питаются нектаром и пыльцой.
Морфологическое разнообразие семейства можно проиллюстрировать, сравнив два вида: огромный Palirika marginicollis (Anthracinae), с переливающимися зелёно-голубыми чешуйками тела, напоминающими чешуйки на крыльях бабочки Morpho, и огромными для мух чёрно-гиалиновыми крыльями, достигающими 45 мм; и крошечные виды с длиной тела около 1 мм.
Самки некоторых жужжал часто встречаются на песчаной почве, к которой прикасаются вершиной своего брюшка, имеющего особое строение. Песочная камера (sand chamber) представляет собой сложную структуру, включающую модификацию тергитов и стернитов нескольких терминальных сегментов гениталий самки. Развитие песочной камеры коррелирует с необычным поведением яйцекладки, при котором самки сначала приземляются, наполняют песчаную камеру песком и используют его для покрытия и защиты своих яиц перед яйцекладкой в парящем состоянии. Полностью развитая песчаная камера состоит из стернита 8, покрытого длинными волосками, тергита 8 со срединной аподемой на переднем крае и задней половиной покрытый густыми длинными волосками, и сросшийся тергит 9+10, покрытый длинными волосками и несущий акантофитные шипы. Песчаная камера является общей для ряда подсемейств Bombyliidae, и они вместе были впервые сгруппированы Мюленбергом (Mühlenberg, 1971) и названы термином Psammomorphidae. Группа Psammomorphidae включает Bombyliinae и Crocidiinae, а также все подсемейства Tomophthalmae в филогении Yeates (1994): Mariobezziinae, Oniromyiinae, Cythereinae, Lomatiinae, Antoniinae, Tomomyzinae и Anthracinae. Неформальная группировка Tomophthalmae была определена как имеющая два затылочных форамина и вогнутый посткраниум.

## Биология
В то время как почти все взрослые жужжала являются быстро летающими антофилами, их личинки скрытны и питаются неполовозрелыми особями других насекомых, будучи хищниками или паразитоидами. Имаго питаются нектаром. Личинки паразитируют в кубышках саранчовых, бабочках, наездниках, пчёлах или являются хищниками яйцевых коконов пауков. Развитие протекает с гиперметаморфозом. Личинки, появляющиеся из яиц, активно разыскивают жертву.

## Систематика
По современной классификации признаётся 15 подсемейств, около 240 родов и примерно 5000 видов мух-жужжал.
Систематика жужжал является самой неопределенной из всех семейств низших Brachycera. Вилли Хенниг (1973) поместил жужжал в надсемейство Nemestrinoidea на основании аналогий в поведении личинок, расположив надсемейство в Tabanomorpha внутри инфраотряда Homoeodactyla.
Борис Родендорф (1974) выделил семейство в отдельное надсемейство (Bombyliidea, Bombylioidea), связав его с надсемейством Asilidea. В настоящее время систематики помещают жужжал в надсемейство Asiloidea (Asilidea).
|  | \| \| ? Scenopinidae и Therevidae \| \| \| \| \| \| ? Mydidae и Apioceridae \| \| \| \| \| \| ? Asilidae \| \| \| \| |
|  | |
|  | Bombyliidae |
|  | |
|  | ? Scenopinidae и Therevidae                                                                                          |
|  | |
|  | ? Mydidae и Apioceridae                                                                                              |
|  | |
|  | ? Asilidae |
|  | |

|  | ? Scenopinidae и Therevidae |
|  |                             |
|  | ? Mydidae и Apioceridae     |
|  |                             |
|  | ? Asilidae                  |
|  |                             |

### Классификация
В каталоге 2015 года перечислены 4780 видов жужжал. Крупнейшие роды: Exoprosopa — 335 видов; Bombylius — 286; Villa — 280; Anthrax — 249 , Geron
— 196; Systropus — 175.
Внутренняя систематика жужжал дискуссионна. В прошлом было определено 31 подсемейство, но семейство в целом считается полифилетическим (sensu lato). В 1980-х и 90-х годах семейство претерпело несколько пересмотров: Вебб (Webb 1981) окончательно перенёс род Hilarimorpha в собственное семейство (Hilarimorphidae). Зайцев (1991) переместил род Mythicomyia и несколько других мелких родов в семейство Mythicomyiidae, Yeates (1992, 1994) переместил всё подсемейство Proratinae, за исключением Apystomyia, в семейство Scenopinidae, а затем род Apystomyia в семейство Hilarimorphidae. Nagatomi & Liu (1994) переместили Apystomyia в собственное семейство Apystomyiidae. После этих пересмотров жужжала sensu stricto имеют большую морфологическую однородность, но монофилия семейства по-прежнему остаётся сомнительной. Филогенетический анализ последовательностей генов CAD и 28S рДНК поддерживает монофилию только восьми подсемейств из пятнадцати включённых в исследование, при этом Bombyliinae рассматривается как высокополифилетичная группа.
Статус таксона Xenoprosopinae остаётся дискуссионным и он не был включён в филогенетический анализ в 1994 году. Подсемейство Xenoprosopinae, известно только по единственной самке Xenoprosopa paradoxa Hesse 1956, собранной в Южной Африке. Она имеет редуцированные ротовые органы, лопастные пальпы и большую выпуклость на вентральной поверхности скапуса (напоминающую форму лопасти, найденную у Oniromyia), ноги короткие и слабые, щетинки отсутствуют на теле и ногах. Кроме того, и Oniromyia, и Xenoprosopa имеют относительно короткие крылья. Эти особенности позволяют предположить родство между этими двумя родами. Если это родство подтвердится, то Xenoprosopinae Hesse, 1956, будет иметь приоритет при синонимизации Oniromyiinae Greathead, 1972.

#### Подсемейства и трибы
- Anthracinae
  - Anthracini
  - Aphoebantini
  - Exoprosopini
  - Prorostomatini
  - Villini
  - Xeramoebini
- Antoniinae
- Bombyliinae
  - Acrophthalmydini
  - Bombyliini
  - Conophorini
- Crocidiinae
- Cythereinae
- Heterotropinae
- Lomatiinae
  - Lomatiini
  - Peringueyimyiini
- Lordotinae
- Mariobezziinae
- Oligodraninae
- Oniromyiinae
- Phthiriinae
  - Phthiriini
  - Poecilognathini
- Tomomyzinae
- Toxophorinae
  - Gerontini
  - Systropodini
  - Toxophorini
- Usiinae
  - Apolysini
  - Usiini
- ?Xenoprosopinae

#### Некоторые роды семейства
Смотрите основную статью Список родов мух-жужжал
- Anthrax Scopoli, 1763
- Bombylius Linnaeus, 1758

## Распространение
Bombyliidae встречаются по всему миру, кроме полярных областей. Наибольшего разнообразия (видов и структур) жужжала достигают в пяти регионах средиземноморского климата и вокруг них: в районе самого Средиземного моря, на юго-западе США и в южных регионах трёх больших массивов суши, расположенных в Южном полушарии — Южной Америки, Африки и Австралии. Эти районы являются домом для очень разнообразных, эндемичных флор и поддерживают огромное количество опылителей, включая мух-жужжал.